# Ізоляція (артфонд)

Логотип

Артфонд «Ізоляція» —  це неприбуткова недержавна платформа культурних ініціатив, створена в Донецьку 2010 року на території колишнього заводу ізоляційних матеріалів. Назву "Ізоляція" фонд успадкував від заводу. Засновницею благодійного артфонду є Любов Михайлова (її батько обіймав посаду директора понад 50 років у тому заводі).
«Ізоляція» —  це креативна платформа для дослідження, обговорення та презентації актуальних соціально-політичних проблем на різних локальних та глобальних рівнях. Фонд "Ізоляція" прагне зберегти індустріальну спадщину Донеччини та створити щось інноваційне, аби розвивати культурну й соціальну сфери в Україні. «Ізоляція» здійснює свою діяльність у трьох взаємопов’язаних напрямках: у сфері мистецтва, освітніх програм і проєктів, пов’язаних з активізацією Української креативної спільноти.
Місія фонду — стимулювати системні зміни в українському суспільстві через культурні проєкти з залученням нового покоління українців до креативу та культури. Фонд проводить виставки та артрезиденції на перетині сучасного мистецтва і громадянського суспільства.
ІЗОЛЯЦІЯ є платформою для дослідження, обговорення і презентації актуальних соціально-політичних проблем на різних локальних і глобальних рівнях. Через художні практики Фонд прагне змінювати громадську думку щодо політично чутливих тем і маргіналізованих спільнот. ІЗОЛЯЦІЯ здійснює проєкти на перетині сучасного мистецтва і громадянського суспільства і працює в наступних напрямках: дослідження, проєктна та виставкова діяльність, резиденції.
Через війну на сході України 2014 року фонд евакуйований до Києва.

## Історія
«Ізоляція» розпочала своє життя ще 5 березня 1955 року, коли на околицях Донецьку (тоді - міста Сталіно) був побудований завод із виробництва сирої мінеральної вати. В той час завод мав дві технологічні лінії, і працювало на ньому близько вісімдесяти людей.  Енергоносіями для роздмухування жужільного розплаву слугували два паротяги, що ходили поруч із головним корпусом. Сировиною була порода шахти №12 («Євдокиївка»). Згодом підприємство перейшло на доменний шлак заводу «Азовсталь». Перша реконструкція заводу датується 1960 роком, коли тут побудували котельню на двох ланкаширских котлах. Енергоносієм був мазут. Стала до ладу лінія з виробництва плит із мінеральної вати на бітумній основі. Обсяг випуску продукції становив близько 100 тисяч. 1964 року було розроблено технологію виробництва прошивних мінераловатних матів.
1972 року була здійснена реконструкція, яка дозволила впровадити сучасні технології. Були побудовані нові корпуси для виробництва прошивних мінераловатних матів, випущені три нові технологічні лінії, цех по виробництву супер тонкого базальтового волокна, на основі якого вироблявся цілий асортимент теплоізоляційних матеріалів: базальтовий картон, базальтові мати, плити на базальтовій основі.
Споживачами продукції були всі теплові електростанції СРСР, військово-промисловий комплекс, авіація, суднобудування, космічна галузь. Продукція «Ізоляції» експортувалася в такі країни як Фінляндія, Чехословаччина, Угорщина, Болгарія, НДР, В'єтнам.
У цей же період були побудовані побутовий комбінат, будинок культури, їдальня, база відпочинку на Азовському морі й у Святогорську, житловий будинок, гуртожиток, дитячий садок. Тоді на заводі працювало близько тисячі людей.
З розпадом СРСР настали кризові часи: зменшились обсяги виробництва у зв'язку зі скороченням постачань у республіки колишнього Союзу. Різко погіршилися умови праці через те, що збанкрутіла залізнична станція «Гласна» обрізала та демонтувала залізничні колії до заводу. Підприємству довелося перейти на закупівлю та постачання сировини автомобільним транспортом, що виявилося значно дорожче й відбилося на собівартості продукції.
Для того, щоб завод не занепадав, було створено артфонд «Ізоляція» ― платформа для культурних ініціатив.

## Вигнання
9 червня 2014 року територію, на якій розташовувався артфонд «Ізоляція», було захоплено найманцями самопроголошеної «Донецької Народної Республіки» для розміщення так званої «гуманітарної допомоги», що надходить з Росії. Озброєні представники самопроголошеної «ДНР», очільником  якого став  політтехнолог Роман Лягін (він називав себе головою центрвиборчкому угруповання «ДНР»), захопили територію колишнього заводу з виробництва ізоляційних матеріалів, на якій з 2010 року розміщувався Фонд. Загарбники висловили намір використовувати територію, приміщення та бомбосховища для потреб самопроголошеної «ДНР», а саме, для збереження гуманітарної допомоги, яку надсилають з Російської Федерації. Самопроголошена «ДНР» одразу ж розмістила снайпера на верхівці терикону, що розташований на цій території.
10 червня, 2014 р.
Було встановлено, що відбувається розграбування приміщень Фонду: злам сейфу, дверей в приміщення з дорогими інструментами та обладнанням, розкрадання речей, що належали Фонду і його співробітникам.
11 червня, 2014 р.
Артфонд звернувся  до лідера самопроголошеної «Донецької народної республіки» для того, щоб здійснити успішне вивезення творів мистецтва, обладнання та усіх речей які належать фонду "Ізоляції" з території заводу. Прохання було знехтуване, тому територію було закрито для команди Фонду та жодне майно не буде повернуто.
12 червня, 2014 р.
Загарбники отримали підтримку російського батальйону «Восток» під керівництвом бойовика «Монгола».
13-15 червня, 2014 р.
З території заводу було вивезено металобрухт і, ймовірно, інші предмети, що є майном Фонду та заводу.
2 липня, 2014 р.
На захопленій території заводу створено спеціальний комітет самопроголошеної «ДНР». Головою так званого відомства був призначений Леонід Баранов, який розповів в інтерв'ю російським ЗМІ про те, що комітет здійснює слідчі та каральні функції. Крім того, повідомляється про базування на території заводу батальйону «Восток», що складається з чеченських і осетинських найманців.
липень-серпень, 2014 р.
За повідомленнями ЗМІ приміщення Фонду «Ізоляція» використовуються бойовиками ДНР як в'язниця. Зокрема, цю інформацію підтверджували засновниця Фонду Любов Михайлова та колишні бранці ДНР Ігор Козловський, Станіслав Асєєв, Галина Гайова.
22 серпня, 2014 р.
Відкриті кримінальні провадження за фактом збройного захоплення території заводу невідомими особами, які пов'язують себе з самопроголошеною «Донецькою Народною Республікою», утримання співробітників і викрадення майна підприємства.
Територія і приміщення фонду і до сьогодні використовуються прихильниками «ДНР» як база для підготовки бойовиків, а також як в’язниця, місце страти й склад викрадених автомобілів. Адміністративні приміщення, галереї і простори «Ізоляції»  пограбовані: фонд позбувся багатьох художніх робіт, матеріалів і устаткування.
Фонд був змушений евакуюватися до Києва, куди перевіз лише частину своїх експонатів; бібліотека, обладнання, крамниця, твори, які вивезти було неможливо, були знищені або розграбовані бойовиками. У Києві фонд розмістився на території Київського суднобудівно-судноремонтного заводу на Набережно-Луговій вулиці.

## Відомі проєкти
- 2011 — Аудіовізуальний проєкт «ЗвукоІзоляція»
- 2011 — Програма фоторезиденцій «Мінлива хмарність»
- 2011 — Артпроєкт «Цай Гоцян — 1040 метрів під землею»

### Проєкти 2021 року
- Моє серце пусте, як дзеркало (מייַן האַרץ איז ליידיק ווי אַ שפּיגל) — це цілісний довготривалий проєкт, який покладається на кількарічні художні дослідження Жана Марії Тосатті. Основним напрямком цього дослідження є криза демократії та подальше згасання західної цивілізації[14]. 2018 року художник розпочав паломництво по всьому світу, яке привело його до багатьох міст та країн, де він шукав можливість зобразити складність нинішньої епохи. Кожна робота, яку він створив у рамках цього процесу, утворює своєрідний епізод у візуальному романі, де бачення, пророцтва та реальність неможливо розрізнити. Попередні роботи автора у рамках цього проєкту були створені в Ризі, Катанії та Кейптауні.

- Переклади мене через річку (Translate me over a river) — це серія відеоробіт у вигляді інтерв’ю з художниками та з професіоналами на тему перекладу та транслітерації. Вісім експертів з семи країн розповідають про те, яке значення для них має близькість і особистий зв’язок у перекладі, яку роль відіграє усна мова в житті та роботі, чи може алфавіт звільнювати або обмежувати, і що неможливо перекласти[15].
- Новий Карфаген в Соледарі - це проєкт, який складається з ряду онлайн і офлайн подій за участю українських художників та місцевих активістів.
- Серії короткострокових резиденцій Заземлення в м. Соледар - до участі в резиденції запрошуються українські (або ті, хто зараз проживає в Україні) художники (ці), колективи та групи, які працюють з будь-якими медіа (звук, інсталяція, фотографія, живопис, відео, скульптура, партисипативні практики, дослідження та інше) і академічні та мультидисциплінарні дослідники (ниці) (історики, соціологи, геологи, філософи тощо), яких цікавить тематика антропоцен і її переломлення в конкретному місці - місті Соледар і Соледарський ОТГ.

### Проєкти 2020 року
- ІЗОЛЯЦІЯ: must speak — це комплексний проєкт, який об’єднує політичну й інформаційну кампанію з мистецькою складовою. Проєкт націлений розповсюдити інформацію про незаконну в'язницю (концтабір), створену окупаційною владою Російської Федерації на території однойменного культурного центру після захоплення Донецька 2014 року. Станом на 2014 рік, у тюрмі утримувались понад 100 осіб, 2019 року — 70. За даними звіту Управління Верховного комісара ООН з прав людини, в "Ізоляції" (тюрмі) ув'язнених піддають тортурам та сексуальному насиллю. Проєкт реалізовано Міністерством закордонних справ України у співпраці з Українським інститутом, Міжнародним благодійним фондом «Ізоляція» та журналістом, письменником і колишнім політв’язнем — Станіславом Асєєвим[16].
- Проєкт Гуртобус ―  мета проєкту доносити багатогранність культури та мистецтва до найвіддаленіших куточків України. Цей мобільний рейсовий автобус здатний при нагоді перетворюватися на творчий простір й культурний хаб, влаштовуючи культурно-освітні заходи, мистецькі та наукові практикуми, кінопокази, зустрічі з професіоналами креативних індустрій, інтерактивні події тощо[17]. Проєкт частково відтворює давню традицію авангардної музеології та практику пересувних виставок, які були започатковані на початку XIX століття.

- Арт-Середа — проєкт "Ізоляції", метою якого надати художникам та представникам креативного сектору простір для презентації та дискусії. Це довготривала публічна програма фонду, що існує вже п'ятий рік поспіль[18].
- ІЗОЛЯЦІЯ проти легітимізації "Л/ДНР[19]
- Інсталяція Ремонт мисткині українського походження, уродженки Тунісу Надії Каабі-Лінке[20].
- Резиденція Ландшафт як монумент для художників, кураторів, дослідників та активістів з особливим фокусом на зв'язках сучасного мистецтва з екологією, політикою й економікою. Резиденція буде присвячена ревізії культурних ландшафтів, історії середовища, дихотомії людини й природи, матеріального і нематеріальної спадщини модернізації.
- Лабораторія сучасного мистецтва - це серія брошур, які в доступній формі розповідають про теорію актуальних художніх практик і пропонують завдання для дітей і підлітків, які будуть корисними не тільки професійного товариства, а й любителям. Публікації кожного посібники будуть присвячені онлайн-семінари для представників регіональних освітніх ініціатив, на яких можна ознайомитися з художньою практикою, методами, ідеями для реалізації та поспілкуватися з художниками й кураторами.